# Enconista
Enconista är ett släkte av fjärilar. Enconista ingår i familjen mätare.
Kladogram enligt Catalogue of Life:
| Enconista | \| \| Enconista cretacea \| \| \| \| \| \| Enconista duponcheli \| \| \| \| \| \| Enconista exustaria \| \| \| \| \| \| Enconista gabriellae \| \| \| \| \| \| Enconista grisea \| \| \| \| \| \| Enconista infuscata \| \| \| \| \| \| Enconista miniosaria \| \| \| \| \| \| Enconista obscura \| \| \| \| \| \| Enconista perspersaria \| \| \| \| \| \| Enconista rosescens \| \| \| \| \| \| Enconista tengistanica \| \| \| \| \| \| Enconista tennoa \| \| \| \| |
|           | \| \| Enconista cretacea \| \| \| \| \| \| Enconista duponcheli \| \| \| \| \| \| Enconista exustaria \| \| \| \| \| \| Enconista gabriellae \| \| \| \| \| \| Enconista grisea \| \| \| \| \| \| Enconista infuscata \| \| \| \| \| \| Enconista miniosaria \| \| \| \| \| \| Enconista obscura \| \| \| \| \| \| Enconista perspersaria \| \| \| \| \| \| Enconista rosescens \| \| \| \| \| \| Enconista tengistanica \| \| \| \| \| \| Enconista tennoa \| \| \| \| |
|           | Enconista cretacea |
|           | |
|           | Enconista duponcheli |
|           | |
|           | Enconista exustaria |
|           | |
|           | Enconista gabriellae |
|           | |
|           | Enconista grisea |
|           | |
|           | Enconista infuscata |
|           | |
|           | Enconista miniosaria |
|           | |
|           | Enconista obscura |
|           | |
|           | Enconista perspersaria |
|           | |
|           | Enconista rosescens |
|           | |
|           | Enconista tengistanica |
|           | |
|           | Enconista tennoa |
|           | |